# Síndrome de alienação parental
A Síndrome de Alienação Parental (abreviada como SAP) é um termo criado por Richard A. Gardner no início de 1980 para se referir ao que ele descreve como um distúrbio no qual uma criança, numa base contínua, cria um sentimento de repúdio a um dos pais sem qualquer justificativa, devido a uma combinação de fatores, incluindo a doutrinação pelo outro progenitor (quase exclusivamente como parte de uma disputa da custódia da criança) e as tentativas da própria criança deformar a imagem de um dos pais. Gardner introduziu o termo em um documento de 1985, descrevendo um conjunto de sintomas que supostamente tinha observado durante o início de 1980.
A Síndrome de Alienação Parental não é reconhecida como uma desordem pelas comunidades médica e jurídica e a teoria de Gardner, assim como pesquisas relacionadas a ela, têm sido amplamente criticadas por estudiosos de saúde mental e de direito, que alegam falta de validade científica e fiabilidade. No entanto, o conceito distinto, porém relacionado, de alienação parental - isto é, o estranhamento de uma criança por um dos pais - é reconhecido como uma dinâmica em algumas famílias durante o divórcio.
A admissibilidade da SAP foi rejeitada por um painel de peritos e o Tribunal de Apelação da Inglaterra e País de Gales, no Reino Unido, e o Departamento de Justiça do Canadá desaconselham seu uso. Entretanto, a admissibilidade ocorreu em algumas Varas de Família nos Estados Unidos. Gardner retratou a SAP como bem aceita pelo judiciário, havendo estabelecido uma série de precedentes, mas a análise jurídica dos verdadeiros casos indicam que sua alegação estava incorreta.

## Descrição inicial
Síndrome de alienação parental foi um termo criado pelo psiquiatra infantil Richard A. Gardner, que supostamente teria tomado como base suas experiências clínicas desde o início da década de 80. O conceito de um dos pais tentar separar a criança do outro progenitor como um castigo por um divórcio tem sido descrito pelo menos desde a década de 1940, mas Gardner foi o primeiro a definir uma suposta síndrome específica. Em um artigo de 1985, ele definiu a SAP como "... um distúrbio que surge principalmente no contexto de disputas de custódia da criança. Sua manifestação primária é a campanha do filho para prejudicar o progenitor, uma campanha sem justificativa. 
A possível desordem resultada da combinação da doutrinação pelo progenitor alienante e da própria contribuição da criança para o aviltamento do progenitor alienado", afirmando também que a doutrinação pode ser deliberada ou inconsciente por parte do progenitor alienante. A SAP foi originalmente desenvolvida como uma explicação para o aumento do número de relatos de abuso infantil nos anos 1980. Gardner acreditava inicialmente que um dos progenitores (geralmente a mãe) fazia falsas acusações de abuso contra o outro progenitor (geralmente o pai), a fim de evitar contato entre ele e a criança. Embora Gardner tenha inicialmente descrito que a mãe era o alienante em 90% dos casos, ele mais tarde declarou que ambos os pais tinham a mesma probabilidade de alienar. Ele também afirmou, mais tarde, que, segundo sua experiência, na grande maioria dos casos de SAP não estavam presentes acusações de abuso. O primeiro trabalho foi auto-publicado por Gardner mas, posteriormente, revistas científicas revisadas por colegas publicaram seus artigos.

## Características
Gardner descreveu a SAP como uma preocupação por parte da criança com a crítica e desaprovação de um dos pais, afirmando que. Gardner afirma que ocorre, no contexto de disputas de custódia da criança, quando um progenitor - deliberada ou inconscientemente -  tenta afastar a criança do outro. De acordo com Gardner, a síndrome é caracterizada por um conjunto de oito sintomas que aparecem na criança. Estes incluem:
- Campanha de difamação e ódio contra o pai-alvo;
- Racionalizações fracas, absurdas ou frívolas para justificar esta depreciação e ódio;
- Falta da ambivalência usual sobre o pai-alvo;
- Afirmações fortes de que a decisão de rejeitar o pai é só dela (fenômeno "pensador independente");
- Apoio ao pai favorecido no conflito;
- Falta de culpa quanto ao tratamento dado ao genitor alienado;
- Uso de situações e frases emprestadas do pai alienante; e
- Difamação não apenas do pai, mas direcionada também para à família e aos amigos do mesmo.[12][17][20]

Apesar de freqüentes citações desses fatores na literatura científica, "o valor atribuído a eles ainda não foi explorado com profissionais da área"
Gardner e outros dividem a SAP nos níveis leve, moderado e grave. O número e a severidade dos oito sintomas aumenta conforme o nível de gravidade da doença, e o manejo da síndrome varia de acordo com ela. Embora o diagnóstico de SAP seja feito com base na sintomatologia das crianças, Gardner afirma que qualquer mudança na custódia deve se basear essencialmente no nível dos sintomas do pai alienante.
Em casos leves, existe alguma programação parental contra o progenitor-alvo, mas pouca ou nenhuma perturbação das visitas, e Gardner não recomenda a visitação judicial. Em casos moderados, há mais programação parental e uma maior resistência às visitas com o progenitor-alvo. Gardner recomendou que a custódia preliminar permaneça com o pai alienante, caso haja expectativa de interrupção da lavagem cerebral. Caso contrário, a custódia deve ser transferida para o pai alienado. 
Além disso, foi recomendada terapia com a criança, com objetivo de parar a alienação e corrigir o relacionamento danificado com o pai-alvo. Em casos graves, as crianças apresentam a maioria ou todos os 8 sintomas, e se recusam firmemente a visitar o pai-alvo, inclusive ameaçando fugir ou suicidar caso a visitação seja forçada. Gardner recomendou que a criança seja retirada da casa do pai alienante e permaneça em uma casa de transição antes de se mudar para a casa do pai alienado. Além disso, recomenda-se terapia. A intervenção proposta por Gardner para os casos moderados e severos, que inclui transferência de custódia, multas e prisão domiciliar para o pai alienante, tem sido criticada por sua natureza punitiva e para o risco de abuso de poder e violação dos seus direitos civis do pai alienante. Com o tempo, Gardner revisou suas opiniões, que passaram a expressar menos apoio ao emprego de estratégias agressivas.

## Recepção
A formulação original de Gardner, que tachava as mães quase exclusivamente como o genitor alienante, foi endossada por grupos de direitos paternos, já que possibilitava que os pais explicassem a relutância que seus filhos demonstravam em visitá-los, e permitia que culpassem suas ex-esposas. Em contraste, grupos femininos criticaram a síndrome, preocupados com a possibilidade de que permitisse que agressores afirmassem que as acusações de abuso por parte da mãe ou da criança eram reflexo de lavagem cerebral. O próprio Gardner enfatizou que a SAP só era aplicável em situações nas quais não havia abuso real ou não ocorresse negligência, mas, em 1998, notou que o aumento da conscientização relativa à SAP havia levado a um aumento de seu mal emprego em manobras legais.
A SAP já foi citada em divórcios altamente conflituosos e em casos de disputa de custódia de crianças, particularmente como defesa contra acusações de violência doméstica e abuso sexual infantil. O status de síndrome - e, por consequência, sua admissibilidade no testemunho de peritos - tem sido tema de controvérsias sobre a extensão em que a SAP é aceita por profissionais da área, assim como sobre uma metodologia científica que seja passível de validação, testada, dotada de uma taxa de erro conhecida, e que seja publicada.
A SAP não foi aceita por peritos em psicologia, direito infantil, pelos estudos de abuso infantil ou por estudiosos do direito. A síndrome tem sido largamente criticada por membros da comunidade legal e médica, que afirmam que a SAP não é admissível em audiências, no que se refere tanto à ciência quando à lei. A SAP não é reconhecida pela Associação Médica Americana, nem pela Associação Americana de Psiquiatria.
A Associação Americana de Psicologia se recusou a adotar uma posição sobre a SAP, mas levantou preocupações acerca da falta de dados acerca da síndrome e da maneira com a qual o termo é empregado e a Força-Tarefa Presidencial em Violência e Família, promovida em 1996 por essa mesma associação, expressou a preocupação de que os avaliadores de custódia utilizem a SAP como forma de dar a guarda das crianças ao pai, apesar de um histórico de violência, preocupação essa que também é compartilhada por outros comentadores. O Conselho Nacional Americano de Varas de Família e da Juventude rejeitou a SAP, recomendando que não fosse usada nas considerações de questões de custódia de menores.

### Ausência doDSM
A SAP não está incluída no Manual de Diagnóstico e Estatística de Transtornos Mentais (DSM-IV) da Associação Americana de Psiquiatria. Gardner e outros tentaram sua inclusão na revisão do manual, Em 2001, Gardner afirmou que quando o DSM-IV foi lançado a pesquisa acerca da SAP era insuficiente para que a síndrome fosse incluída, mas desde então houve bastante publicação científica e atenção sobre o tema e a SAP tem mérito para ser encarada com seriedade.
Uma pesquisa com avaliadores de custódia norte-americanos publicada em 2007 concluiu que metados dos entrevistados discordava de sua inclusão, enquanto que um terço acreditava que deveria ser considerada. Uma expressão relacionada, o transtorno de alienação parental, também foi proposto e foi sugerido que a inclusão da SAP no DSM-V promoveria pesquisa acerca de seu tratamento adequado, bem como a redução de seu mal uso. Quando um esboço do DSM-V foi lançado em 2010, a SAP não estava incluída, ainda que o transtorno de alienação parental apareça como uma "Condição Proposta por Fontes Externas" a ser revisada por um grupo de trabalho, grupos como o "Reconheçam a Alienação Parental como Síndrome" lutam para que ela seja incluída na lista de desordens mentais. Não obstante a SAP não está incluída no DSM-III-R, DSM-IV ni DSM-V final.

### Status científico
A formulação de Gardner para SAP é criticada como carente de base científica, e como uma hipótese da qual os proponentes falharam em encontrar provas científicas. As primeiras publicações sobre a SAP foram realizadas pelo próprio autor, e não foram revisadas, e, ainda que os artigos subsequentes tenham sido publicados em periódicos revisados, a maioria consistiu em evidência anedótica sob a forma de estudo de caso. Além disso, a pesquisa limitada sobre a síndrome apresenta falta de validade e de confiabilidade estatística. A falta de pesquisas objetivas a de replicabilidade, falsificabilidade e publicação independente levaram à afirmação de que SAP se trata de pseudociência. Proponentes da SAP concordam que grandes estudos controlados e sistemáticos sobre a validade e confiabilidade da SAP são necessários, suplementando um único pequeno estudo de 2004 que sugeriu que o profissionais poderiam chegar a um consenso baseado em relatos escritos.
De acordo com o Dr. Antonio Escudero Nafs, presidente da Associação Espanhola de Neuropsiquiatria e ex-presidente a Associação de Madrid de Saúde Mental, SAP conflitos hipótese com várias questões metodológicas importantes: Gardner não forneceu dados empíricos para provar sua existência e só apela à sua autoridade e experiência. Seu trabalho sobre a SAP nunca foi aceito para publicação por qualquer faculdade ou sociedade científica. Gardner publicou seus livros em um editorial de sua propriedade, Therapeutics criativas. Este editorial nunca publicou livros de outros autores. A SAP contradiz todos os critérios metodológicos e médicos de diagnóstico. O diagnóstico da SAP 4.3 não é médico, mas legal. Esta questão é baseado no SAP nunca foi diagnosticado fora de um litígio para a custódia. Em vez de investigar as causas da rejeição SAP assume que as alegações de abuso ou abuso sexual pela criança são falsas. Gardner não explica em que para distinguir os verdadeiros falsas acusações. O privilégio não está protegido. O psicólogo decide se as acusações são falsas criança. O tratamento é realizado pelo mesmo perito que diagnostica SAP. A noção de SAP viola os direitos da criança que não é um sujeito de direitos, mas um ser sem desejos, sentimentos ou palavra em si, sem o direito de ser ouvidos e respeitados.
A SAP não é diagnosticado fora de um litígio custódia. Seu argumento tem como objectivo aceitação principalmente pragmática de suas idéias nos tribunais e não o tratamento médico. SAP é suposto tentar medicalizar o que é uma luta de poder pela guarda de uma criança.
A fundamentação teórica da SAP foi descrita como incompleta, simplista e errônea, por ignorar fatores múltiplos (incluindo o comportamento da criança, dos pais e de outros membros da família) que podem contribuir para a alienação parental, a disfunção familiar e o rompimento de vínculos entre o genitor e a criança. Sob esse ponto de vista, a SAP confunde o desenvolvimento da reação da criança ao divórcio com uma psicose, superestima amplamente o número de falsas alegações de abuso sexual, ignora a literatura científica que sugere que a maioria das acusações de abuso sexual infantil são fundamentadas (logo, são tentativas bem-intencionadas de proteger a criança de um pai abusivo), exagera os efeitos danosos da alienação parental sobre as crianças e propõe uma solução que não tem bases e é potencialmente arriscada. Já foram expressadas preocupações de que a SAP não tem base científica o suficiente para ser considerada uma síndrome, e de que Gardner promoveu a SAP como síndrome baseado em um conjunto vago de comportamentos.
Apesar dos questionamentos acerca da validade de testemunhos relativos à SAP, ela já foi inapropriadamente vista como confiável por juízes de varas de família. Proponentes da SAP e outros concordam que empregar a designação de síndrome pode ser inapropriado, uma vez que implica uma legitimidade mais científica do que a que a SAP detém atualmente.
Enquanto a SAP não é aceita como síndrome, a alienação parental é uma dinâmica de alguma forma menos controversa que também surgiu na literatura médica e legal. Desde que Gardner propôs a SAP, outros pesquisadores da área sugeriram diminuir o foco no diagnóstico de uma síndrome e aumentá-lo no que foi descrito como a "criança alienada", e na dinâmica da situação que contribuiu para a alienação.
Hipóteses de Gardner são baseadas no pressuposto de que em casos de disputas de custódia, há uma alta incidência de falsas alegações de abuso sexual de crianças. As estatísticas atualmente conhecidos provam o contrário: apenas em 2% dos divórcios aparecem alegações de abuso sexual. Segundo Merrilyn McDonald os profissionais que dizem que há um aumento de denúncias durante um divórcio não forneceram dados empíricos. A investigação científica mostra o contrário. A Dra. Kathleen C. Faller argumenta que os autores que têm afirmado que as acusações de abuso sexual infantil são mais comuns para os divórcios não têm pesquisa ou estudo sobre o assunto. Ela ha revisão amplamente la literatura científica sobre o assunto e mostra que não aumentam falsas acusações e reclamações, mesmo durante divórcios litigiosos. Outros autores chegaram às mesmas conclusões.

### Status clínico
A SAP foi criticada por tornar o trabalho clínico com crianças alienadas mais confuso e a análise de Gardner foi criticada por atribuir toda a responsabilidade do comportamento da criança a um único progenitor, quando o comportamento infantil é frequentemente o resultado da dinâmica na qual ambos os pais e a própria criança exercem um papel.
Gardner discordou da crítica que afirma que a SAP é simplista demais, afirmando que, enquanto existe uma variedade de causas pelas quais uma criança pode se tornar alienada de um dos pais, o fator etiológico primário no caso da SAP é o pai alienante. Caso contrário, o quadro não pode ser classificado como SAP. Gardner também afirmou que aqueles que inicialmente criticaram a SAP por ser caricatural não estavam diretamente envolvidos com disputas familiares de custódia e que o criticismo dessa natureza desapareceu ao final da década de 1980, porque a desordem havia se alastrado.

### Gênero
A SAP foi criticada por seu sexismo, sendo empregada por pais para marginalizar temores legítimos e preocupações referentes a abuso, e grupos femininos e outros se opuseram à legitimidade da SAP, como um perigo às crianças. Após suas publicações iniciais, Gardner revisou sua teoria, afirmando que pais e mães têm igual probabilidade de alienar ou ser doutrinadores e discordou que a identificação de SAP seja sexista. Gardner mais tarde indicou crer que homens tinham a mesma probabilidade de ser o genitor alienante na SAP. Estudos com crianças e adultos tachados como portadores de SAP sugeriram que mães eram mais propensas a se tornar alienadoras do que pais.
Para alguns autores a SAP colabora na construção de um estereótipo social da mãe perversa, manipuladora e vingativa disposta a fazer qualquer coisa para separar um pai amoroso de seus filhos. Apoia a descrença da palavra das crianças e a demonização das mulheres. A suspeita instalada por a SAP no testemunho da vítima desvaloriza a palavra da criança e qualquer adulto que acredita.
A SAP nega as verdadeiras causas da rejeição do pai, que muitas vezes em suas próprias experiências negativas da criança.
A SAP foi criticada porque apoia o princípio da inocência para os acusados de abuso, mas culpado para os acusadores. A atribuição do papel genitor alienador e sempre mãe e não do pai, a identificação de um único pai e um filho e patológico (o pai é sempre o orçamento sem qualquer avaliação psicológica, a parte saudável) e justificativa legal para a mudança de custódia da mãe para o pai como terapia. A mulher aparece como o fator etiológico SAP e sua principal causa. Tudo o que se disse que o alienante, falar ou ato é considerado sintoma de confirmação constante e diagnóstico em si. A SAP apresenta mães como inventores e gerando constantes alegações de abuso sexual. De acordo com um relatório oficial alegações de abuso sexual infantil nos Estados Unidos 78% das alegações de abuso foram feitas por profissionais, agências governamentais, professores e trabalhadores da saúde, enquanto apenas 28% foram feitas pelo pai, mãe, outros parentes, vizinhos ou anônimo e mães realizam uma pequena quantidade de reclamações.

## Nos tribunais

### Brasil
No Brasil, a lei número 12.318, de 26 de agosto de 2010 dispõe sobre a alienação parental considerando a alienação parental "a interferência na formação psicológica" para que a criança "repudie genitor” ou “que cause prejuízo ao estabelecimento ou à manutenção de vínculos".
O processo de elaboração da lei envolveu várias etapas, começando com a criação de um anteprojeto disponibilizado na internet. Ao longo do tempo, esse anteprojeto passou por 27 versões diferentes até chegar às mãos do deputado federal Régis de Oliveira, que o apresentou oficialmente.
O político Paulo Paim, além de ser um dos relatores desse projeto de lei, trabalhou intensamente na defesa da proposta, ao lado do senador Pedro Simon (PMDB-RS).
A aplicação da Lei da Alienação Parental no Brasil tem sido objeto de grandes debates e repercussão recentemente, impulsionada por uma série de reportagens publicadas pelo jornal The Intercept Brazil, que destacou o papel da psicóloga Glicia Brazil, servidora do tribunal de justiça no estado do Rio de Janeiro, ao fazer laudos para fortalecer a defesa de acusados de abuso sexual.
No dia 30 de maio de 2023, a juíza Flávia Gonçalves Moraes Bruno, da 14ª Vara Cível da Comarca do Rio de Janeiro, proferiu uma decisão judicial que resultou na retirada do ar da reportagem em questão, bem como de toda a série "Em nome dos pais". Essa decisão teve como efeito a suspensão da divulgação e acesso ao conteúdo em questão.
O documentário revelava nomes de juízes, desembargadores, promotores, psicólogos e assistentes sociais que aplicam a Lei de Alienação Parental e, em certos casos, acabam livrando acusados de estupro de vulnerável ou de violência doméstica, muitas vezes tirando os filhos das mulheres e entregando-os a quem elas denunciaram.

### Canadá
Inicialmente, alguns casos canadenses aceitaram opiniões de peritos sobre a SAP, usando o termo "síndrome" e concordando com a teoria de Gardner de que somente um dos pais era inteiramente responsável pela SAP. Gardner testemunhou em um caso (Fortin v. Major, 1996), mas a côrte não aceitou sua opinião, concluindo que a criança não estava alienada com base na avaliação de um perito indicado pela côrte que, diferentemente de Gardner, havia se encontrado com os membros da família. Em casos mais recentes, ainda que seja aceito o conceito de alienação, a ausência de reconhecimento pelo DSM-IV foi notada e, em geral, a terminologia "síndrome" foi evitada, enfatizando que mudanças de custódia são estressantes para a criança e só devem ocorrer nos casos mais graves. Uma relatório de pesquisa de 2006 do Departamento de Justiça do Canadá descreveu a SAP como "empiricamente não fundamentada" e favoreceu um modelo diferente, com mais embasamento científico, para lidar com questões de alienação. Decisões sobre possível alienação parental são consideradas decisões legais, a serem determinadas por um juiz com base nos fatos do caso, ao invés do diagnóstico realizado por um profissional de saúde mental. Há reconhecimento de que a rejeição de um progenitor é uma questão complexa, e que uma distinção deve ser feita entre alienação patológica e o estranhamento razoável.
O Departamento de Justiça do Canadá declara que não há nenhuma evidência empírica sobre a existência da SAP e esclarece que, em circunstâncias em que um ou ambos os pais procuram ativamente para que a criança contra o outro, mas na verdade ele faz com que criança sofrimento emocional observação empírica indica que a criança procura pelo contrário para manter o relacionamento com ambos os progenitores. Ele também indica que, nos casos em que, eventualmente, leva os lados, geralmente é feito por um pai que é mais afetuoso e próximo.

### Israel
Em Israel, a alienação parental é conhecida como "nikur hori", e alguns tribunais são receptivos aos esforços para tentar reunificar crianças que foram afastadas ou alienadas de um dos pais, embora haja preocupações de que haja pouca evidência empírica para apoiar o conceito de alienação parental. Para agilizar a resolução de casos de custódia e disputas, algumas jurisdições em Israel implementaram projetos-piloto para casos envolvendo custódia de crianças e cumprimento de ordens de visitação.

### Inglaterra
Na Inglaterra, o Children and Family Court Advisory and Support Service (Cafcass) foi formado para promover o bem-estar de crianças e famílias envolvidas em casos de tribunal de família. O Cafcass reconhece a possibilidade de comportamentos de alienação parental em casos de separação familiar.

### Estados Unidos da América
Embora todos os estados tenham leis de custódia que exigem que os tribunais considerem como as ações dos pais afetam o melhor interesse de seus filhos, nenhuma lei federal ou estadual que incorpore o conceito de alienação parental foi aprovada. Alguns tribunais reconhecem a alienação parental como um problema sério com potenciais efeitos de longo prazo e consequências sérias para a criança. Outras jurisdições podem suspender a pensão alimentícia em casos de alienação parental. Por exemplo, em um caso de Nova York em que o pai foi impedido de ver seu filho pela mãe da criança através de um "padrão de alienação", a pensão alimentícia foi suspensa. Alguns tribunais dos Estados Unidos tentaram abordar a questão através da terapia de reunificação obrigatória.
Devido à natureza das alegações de alienação parental, muitos tribunais exigem que um testemunho de um especialista qualificado seja apresentado em apoio às alegações de alienação parental ou em associação com qualquer alegação de que um dos pais tenha um transtorno de saúde mental.
Uma análise das decisões de custódia nos Estados Unidos relacionadas à alienação parental, baseada em uma revisão de casos de apelação, descobriu que os tribunais são significativamente mais céticos em relação a alegações de abuso físico e sexual infantil feitas por mães em comparação com alegações similares feitas por pais, tornando a alienação parental uma defesa poderosa para pais acusados de abuso, mas não para mães. Um estudo subsequente, de menor escala, contestou essa conclusão.

### México
No antigo Distrito Federal do México, uma área que é oficialmente equivalente à Cidade do México, o artigo 323 do Código Civil proibia um membro da família de transformar a consciência de um menor de forma a evitar, dificultar ou interferir na relação do menor com um dos pais. Se um tribunal constatasse que tais atos tinham ocorrido e fossem de natureza leve ou moderada, e que a pessoa responsável pela alienação fosse o pai, o tribunal era obrigado a transferir a custódia para o outro genitor. Se o tribunal constatasse que o grau de alienação parental atribuível ao pai fosse grave, todo contato com o pai da criança deveria ser suspenso, e a criança deveria receber aconselhamento. Esta disposição foi revogada pela Assembleia Legislativa da Cidade do México em 2007 e novamente, após sua reedição, em 2017.

### Republica da Irlanda
Embora a Irlanda não tenha legislação sobre alienação parental, em 2020, pela primeira vez em um caso de acesso à criança, um juiz descreveu as ações de um dos pais como "alienação parental". Durante o período de 2019 a 2021, trinta dos trinta e um conselhos irlandeses solicitaram ao governo que reconhecesse e abordasse a alienação parental. Em 2021, o Governo Irlandês incluiu a pesquisa internacional sobre alienação parental e a consulta pública em seu Plano de Ação para a Justiça.

### Itália
O Tribunal supremo (Corte di Cassazione) em 2013 decidiu para a não aceitação da SAP, com a motivação: "Não se pode considerar, acima de tudo, que possam ser adaptadas soluções judiciais sem o necessário suporte científico, como tal potencialmente produtivas de danos ainda mais graves do que aqueles que as teorias subjacentes, não com prudência e rigorosamente testadas, pretendem evitar.". Em 2014 o Tribunal Civil de Milão decidiu de não admitir a consulta técnica baseada sobre a SAP porquê não tem fundamento científico.